# Punktak

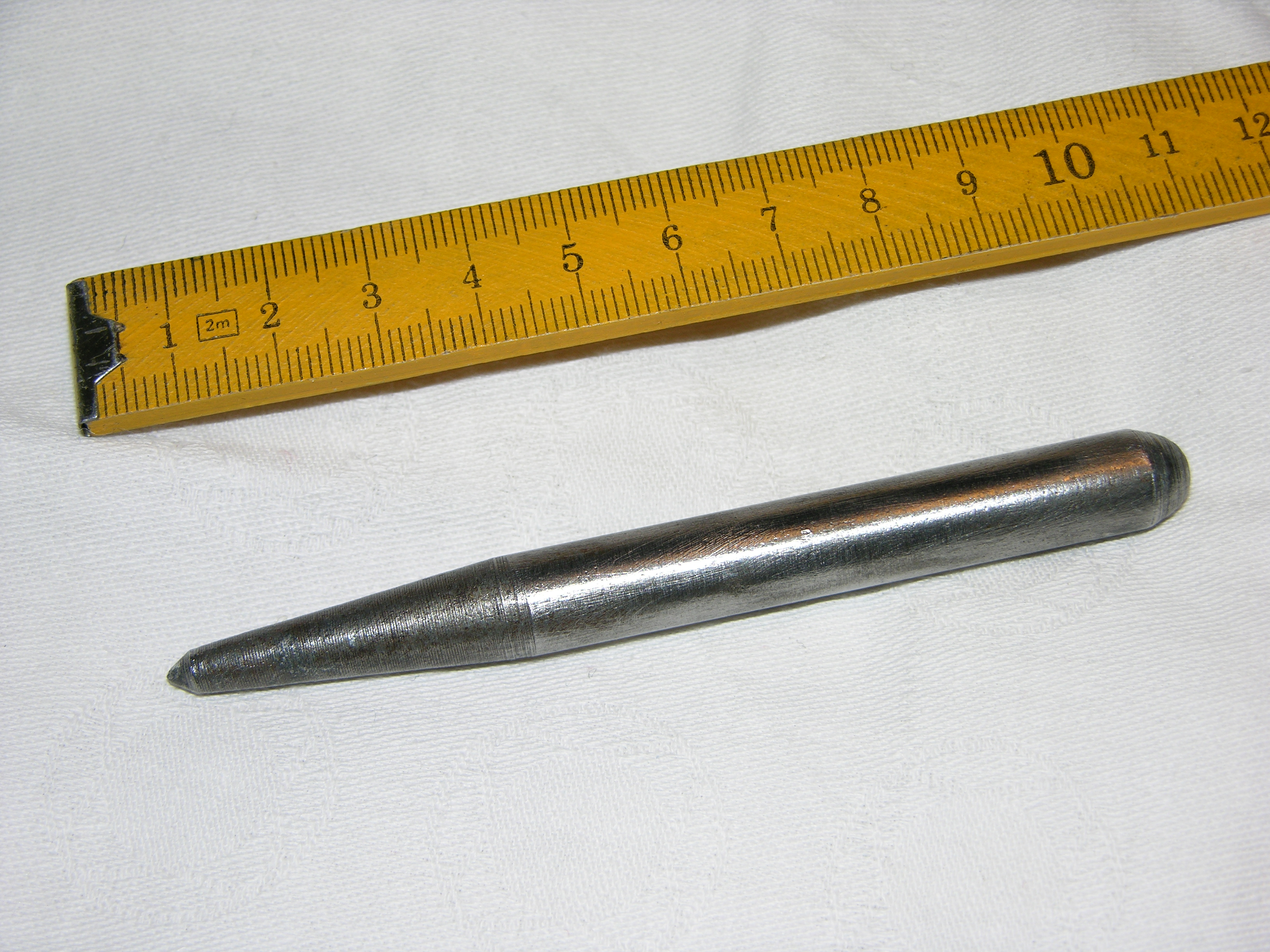
Punktak

Punktak – narzędzie ślusarskie w postaci trzpienia wykonanego z twardej stali narzędziowej, z zaostrzonym jednym z końców, oraz spłaszczonym drugim końcem w celu pobijania go młotkiem.
Punktak służy do punktowania, czyli nanoszenia zaznaczeń na powierzchni metalu poprzez wybijanie na tej powierzchni niewielkich zagłębień. Służą one do trasowania, przygotowania miejsc pod wiercenie, itp.
- punktak centrujący – służy do zaznaczania środka na powierzchni czołowej walca
- punktak automatyczny – wykonuje uderzenie przez działanie napiętej sprężyny, bez użycia młotka
- punktak mikroudarowy – zasilany sprężonym powietrzem służy do znakowania, nanoszenia na powierzchnię (najczęściej metalową) oznaczeń

Zobacz też: rysik traserski, ślusarstwo.